# Iori Nomizu
Iori Nomizu (野水 伊織 Nomizu Iori?) nació el 18 de octubre de 1985. Es una seiyū japonesa, además es actriz, cantante y compositora afiliada a Production Ace.

## Roles interpretados

### Anime
2000
- Daa! Daa! Daa! -  Kiwi

2009
- Suzumiya Haruhi no Yūutsu - Niña de Escuela Primaria
- Sora no Otoshimono - Nymph

2010
- Omamori Himari - Kuzaki Rinko
- Asobi ni Iku yo! -  Antonia
- Sora no Otoshimono: Forte - Nymph

2011
- Kore wa Zombie Desu ka? - Haruna
- Itsuka Tenma no Kuro Usagi - Mirai Andou
- Deadman Wonderland - Minatsuki Takami
- Sora no Otoshimono: Tokeijikake no angeloid - Nymph
- Maken-ki! - Inaho Kushiya

2012
- Kore wa Zombie Desu ka? Of the Dead - Haruna
- Another - Yumi Ogura
- R-15 - Botan Beni
- Seitokai no Ichizon Lv.2 -  Mafuyu Shiina
- Upotte!! - Funco FNC
- Shijō Saikyō no Deshi Ken'ichi (OVA) - Li Raichi

2013
- Mondaiji-tachi ga Isekai Kara Kuru Sō Desu yo? - Kuro Usagi
- Date a Live - Yoshino
- Blood Lad - Fuyumi Yanagi
- To Aru Kagaku no Railgun S - Febri

2014
- Date a Live II - Yoshino
- Hitsugi no Chaika - Vivi Holopainen
- Gundam Build Fighters Try - Yomi Sakashita

2015
- Shinmai Maō no Testament - Kurumi Nonaka
- Kantai Collection - Shōkaku/Zuikaku
- Kūsen Madōshi Kōhosei no Kyōkan - Rico Flamel

2016
- Masō Gakuen H × H - Kei Shikina

2017
- Boku no Kanojo ga Majime Sugiru Shojo Bitch na Ken - Aoi Koshimizu

2019
- Date A Live III - Yoshino
- Kawaikereba Hentai demo Suki ni Natte Kuremasuka? - Mao Nanjō

2022
- Date A Live IV - Yoshino

### TV Shows
2009
- Anison Cafe★Yumegaoka

### TV Drama
2006
- Densha Otoko Deluxe - Moe Kagami
- Akihabara@Deep - Sūutan

2005
- Densha Otoko - Moe Kagami

## Discografía

### Álbumes
- 2005: Alice off...
- 2011: Tsukiniji Katan

### Sencillos
- 2006: Miracle troops
- 2011: Ma·Ka·Se·Te tonight
- 2012: Passionate
- 2012: Black † White

Date A Live - Save The World
Date A Live - Strawberry Rain
Date A Live - Save My Heart 